# Національне радіо Сахарської Арабської Демократичної Республіки
Національне радіо Сахарської Арабської Демократичної Республіки (ісп. Radio Nacional de la Republica Árabe Saharaui Democrática; араб. الاذاعة الوطنية للجمهورية العربية الصحراوية الديمقراطية) — державний громадський радіомовник Сахарської Республіки.

## Історія
Національне радіо Сахарської Арабської Демократичної Республіки розпочало мовлення 28 грудня 1975 року, невдовзі після початку війни в Західній Сахарі. До цього деякі передачі велися з радіостанцій в Алжирі та Триполі під назвою «Голос вільної Сахари». У перші місяці існування радіостанції та через воєнну ситуацію перші передачі здійснювалися з вантажівок, що рухалися, з дуже обмеженим обсягом мовлення.
У 1977 році в таборах біженців у Сахарі було відкрито перші студії та архів, а наприкінці 1978 року потужність станції зросла до 20 кВт, і вона стала транслювати на всю Західну Сахару, Марокко, Алжир і частину Мавританії. У 1991 році станція була модернізована до 100 кВт (її фактична потужність), з передавальною вежею висотою 120 м.